# Cantone di Chaumont-1
Il Cantone di Chaumont-1 è una divisione amministrativa dell'Arrondissement di Chaumont.
È stato costituito a seguito della riforma approvata con decreto del 17 febbraio 2014, che ha avuto attuazione dopo le elezioni dipartimentali del 2015.

## Composizione
Comprende parte della città di Chaumont e i 6 comuni di:
- Brethenay
- Condes
- Euffigneix
- Jonchery
- Riaucourt
- Treix